# Générations de guerre

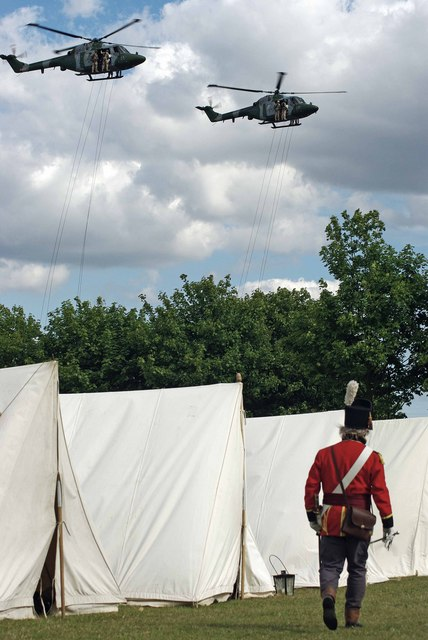
Un reconstituteur britannique des guerres napoléoniennes regardant des hélicoptères militaires modernes survoler son camp, illustrant les vastes différences entre chaque génération de guerre

Dans l’historiographie militaire, les générations de guerre sont un cadre conceptuel permettant de diviser l’évolution de tout conflit armé en cinq phases, caractérisées par des mutations tactiques, stratégiques et technologiques. Parfois désignées sous les vocables « G4G » ou « G5G », ces générations illustrent la métamorphose progressive des paradigmes guerriers. L’appellation émergea en 1989 pour décrire, dans un premier temps, l’avènement supposé de la « quatrième génération », avant que ne s’y adjoint ultérieurement une cinquième,.  
Il existe cinq générations de guerre :
- La guerre de première génération désigne les conflits armés de l'Antiquité et de l'époque post-classique, caractérisés par l'emploi de troupes nombreuses, organisées en formations rigides telles que la phalange, la ligne ou la colonne. Ces armées, composées de soldats uniformisés et placés sous le contrôle d'un État centralisé, engageaient l'ennemi selon des tactiques conventionnelles, privilégiant le choc frontal et la masse plutôt que la manœuvre.
- La guerre de deuxième génération désigne un paradigme conflictuel issu de l’ère industrielle, succédant à l’avènement du mousquet rayé et des armes à chargement par la culasse, puis prolongé par la sophistication de la mitrailleuse et l’essor du tir indirect. Cette phase historique précède l’emploi massif et efficient des véhicules motorisés dans les opérations militaires, de même que l’intégration systématique des armes combinées. Cette terminologie fut forgée par l’armée américaine en 1989.
- La guerre de troisième génération se caractérise par l’emploi de tactiques issues des avancées technologiques modernes, privilégiant la célérité, la furtivité et l’effet de surprise afin de contourner les dispositifs ennemis et de frapper leurs arrières, provoquant ainsi l’effondrement de leurs forces. Cette évolution marqua la fin des affrontements linéaires à l’échelle tactique, les unités ne cherchant plus uniquement à s’affronter frontalement, mais à se dépasser mutuellement pour obtenir un ascendant décisif. Les engins blindés, les aéronefs militaires et les troupes aéroportées acquirent dès lors un rôle prépondérant, accompagnés du développement de doctrines novatrices telles que la Blitzkrieg ou les opérations en profondeur.
- La guerre de quatrième génération, telle que théorisée par Lind et ses pairs, se distingue par une décentralisation des formes de conflictualité, marquant une rupture avec les paradigmes modernes de la guerre conventionnelle. Cette mutation s’apparente à un retour aux modalités pré-modernes de l’affrontement, où la distinction entre sphères politique et militaire s’estompe, tout comme la démarcation entre combattants et non-combattants. Cette évolution découle notamment de l’érosion du monopole étatique sur l’usage organisé de la violence, jadis caractéristique des conflits interétatiques. Désormais, des acteurs non-étatiques — guérillas, sociétés militaires privées et milices paramilitaires — occupent une place prépondérante dans les luttes armées contemporaines.
- La guerre de cinquième génération se caractérise par l’emploi prédominant d’actions militaires non cinétiques, recourant à des procédés tels que la manipulation psychosociale, la désinformation ou les offensives cybernétiques, ainsi qu’à des technologies émergentes, à l’instar de l’intelligence artificielle et des systèmes autonomes. Selon les analyses de Daniel Abbot, ce conflit contemporain relèverait avant tout d’une « guerre informationnelle et perceptuelle »[2].

## Première génération

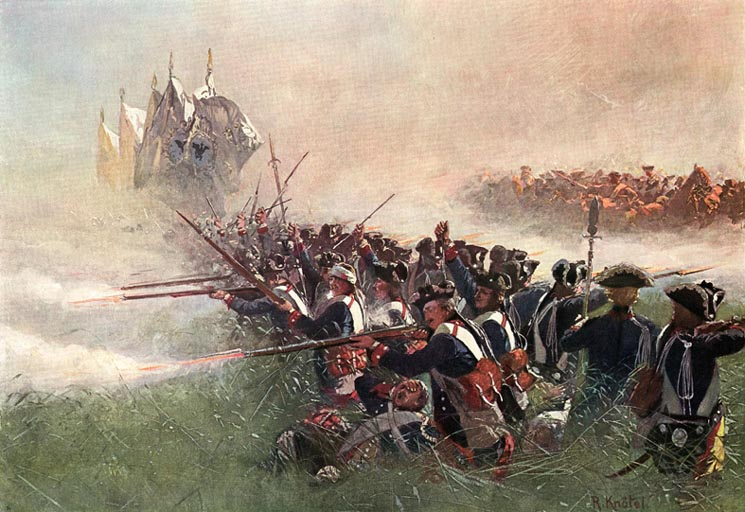
Un bataillon prussien de Leibgarde utilisant des tactiques de formation en ligne et en colonne pendant la guerre de Sept Ans.

En 1648, à l’issue de la guerre de Trente Ans, les traités de Westphalie octroyèrent aux États allemands une souveraineté de facto, alors qu’ils n’étaient auparavant que des entités semi-autonomes au sein du Saint-Empire romain germanique. Ces accords consacrèrent de manière plus prégnante le principe de la souveraineté étatique, conférant notamment aux puissances signataires le privilège exclusif de lever et d’entretenir des armées permanentes. Jusqu'alors, nombre de conflits étaient orchestrés par des puissances ecclésiastiques, et les guerres se menaient souvent par des engagements directs ou des manœuvres subreptices, telles que la corruption ou l’assassinat politique. 
Certains historiens ont soutenu que les traités de Westphalie  n’eurent pas pour effet de consolider l’autorité de l’État-nation, mais que la guerre de Trente Ans elle-même instaura une ère de conflits d’une ampleur inédite, dont le coût excédait désormais les capacités des compagnies mercenaires, alors réduites à un rôle subsidiaire. Selon cette thèse, ces dernières, jugées incapables de soutenir seules l’effort de guerre moderne, auraient ainsi abandonné aux États-nations le monopole des guerres massives, avec leur cortège de dépenses exorbitantes. 
L’accroissement de la justesse et de la célérité des mousquets rayés, ainsi que des fusils à chargement par la culasse, sonna le glas des guerres de première génération. La tactique des larges formations linéaires, où les troupes s’affrontaient en ordre serré, devint caduque en raison des pertes démesurées qu’elle entraînait. L’adoption de ces innovations techniques s’opéra de manière inégale à travers les Amériques et l’Europe, si bien que la disparition de ce mode de combat varia selon les contrées. Toutefois, à l’orée de la seconde moitié du XIXe siècle, l’ensemble des puissances mondiales avaient abandonné ces pratiques au profit de stratégies adaptées aux progrès de l’armement. 
Afin d’instaurer un cadre martial plus rigoureux, une culture castramétatoire fut progressivement élaborée, dont maints aspects perdurent au sein des armées contemporaines. Des tenues spécifiquement ordonnancées, distinctives et réglementées, ostensiblement différencient les militaires de la population.
Une hiérarchie militaire plus élaborée fut instituée afin de répartir les effectifs en subdivisions distinctes. Les préceptes régissant les manœuvres tactiques furent affinés, autorisant une exécution plus rigoureuse des évolutions en ligne et en colonne, ainsi qu’une accélération de la cadence de tir durant les engagements.
Le contrôle de la presse et de la diffusion des nouvelles durant les conflits armés, ainsi que la fabrication de monnaie falsifiée dans le dessein d’affaiblir l’économie adverse, furent employés de manière systématique pour la première fois au cours des guerres napoléoniennes. 

### Exemples
- Guerre civile anglaise
- Guerre anglo-espagnole
- Guerre de Sept Ans
- Guerre d'indépendance américaine
- Guerres napoléoniennes
- Guerre de 1812
- Guerre d'indépendance du Mexique

## Deuxième génération

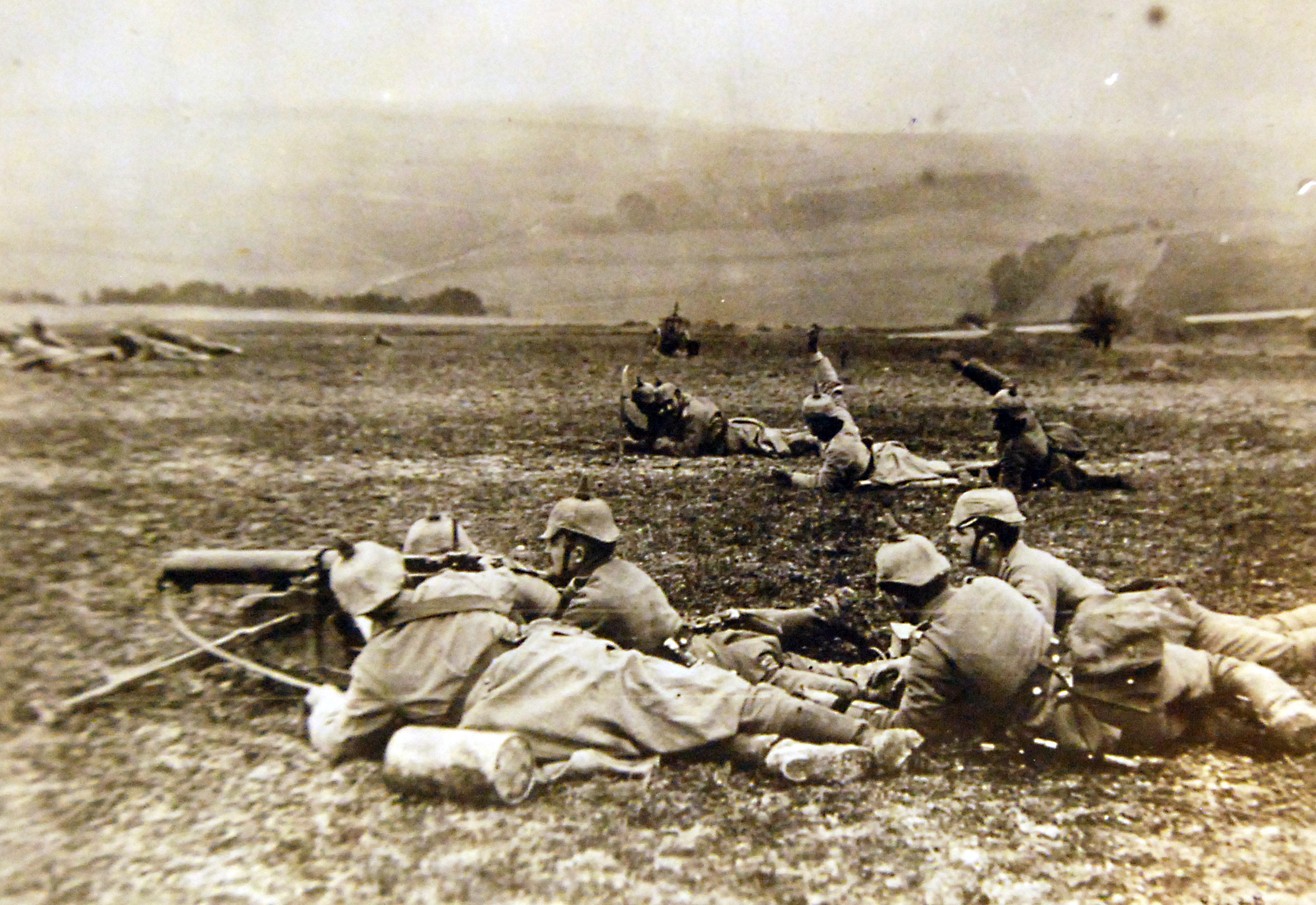
Unités d'infanterie et de mitrailleuses allemandes progressant pendant la Première Guerre mondiale

Au XIXe siècle, l’avènement du mousquet rayé se chargeant par la culasse révolutionna l’art militaire en conférant aux armes à feu une portée accrue, une justesse de tir supérieure et une célérité de rechargement inédite. Dès lors, faire progresser des formations serrées d’hommes sous un feu nourri tiré par de telles armes eût occasionné des pertes démesurées.
La guerre de deuxième génération perpétuait l'usage des lignes de bataille traditionnelles, tout en accordant une prééminence accrue à l'emploi de la technologie pour faciliter la manoeuvre d'unités réduites, agissant de manière dispersée. Ces formations légères permettaient des progressions expéditives, une dispersion des pertes et un recours avantageux à la couverture et à la dissimulation. Dans une certaine mesure, ces principes demeurèrent en vigueur même après l'émergence des générations subséquentes, si bien que la clôture de cette période ne fut pas aussi nettement circonscrite que celle de la première génération. L'avènement de la Blitzkrieg mit en exergue les lacunes des positions de tir statiques et de l'infanterie peu mobile, marquant ainsi un tournant dans le déclin de la deuxième génération, du moins en tant que paradigme dominant de la stratégie militaire.
Les apports de la seconde génération constituèrent une adaptation aux progrès technologiques de l'époque. Cette période fut marquée par l'émergence de la guerre de tranchées, le perfectionnement de l'appui-feu, artillerie, ainsi que l'avènement de méthodes de reconnaissance plus sophistiquées. L'emploi généralisé de tenues de camouflage, l'adoption croissante des transmissions radiophoniques et la systématisation des manœuvres par groupes de combat illustrent cette évolution.

### Exemples
- Guerre civile américaine
- Guerre des Boers
- Guerre italo-turque
- Première Guerre mondiale
- Guerre civile espagnole
- Guerre Iran-Irak

## Troisième génération

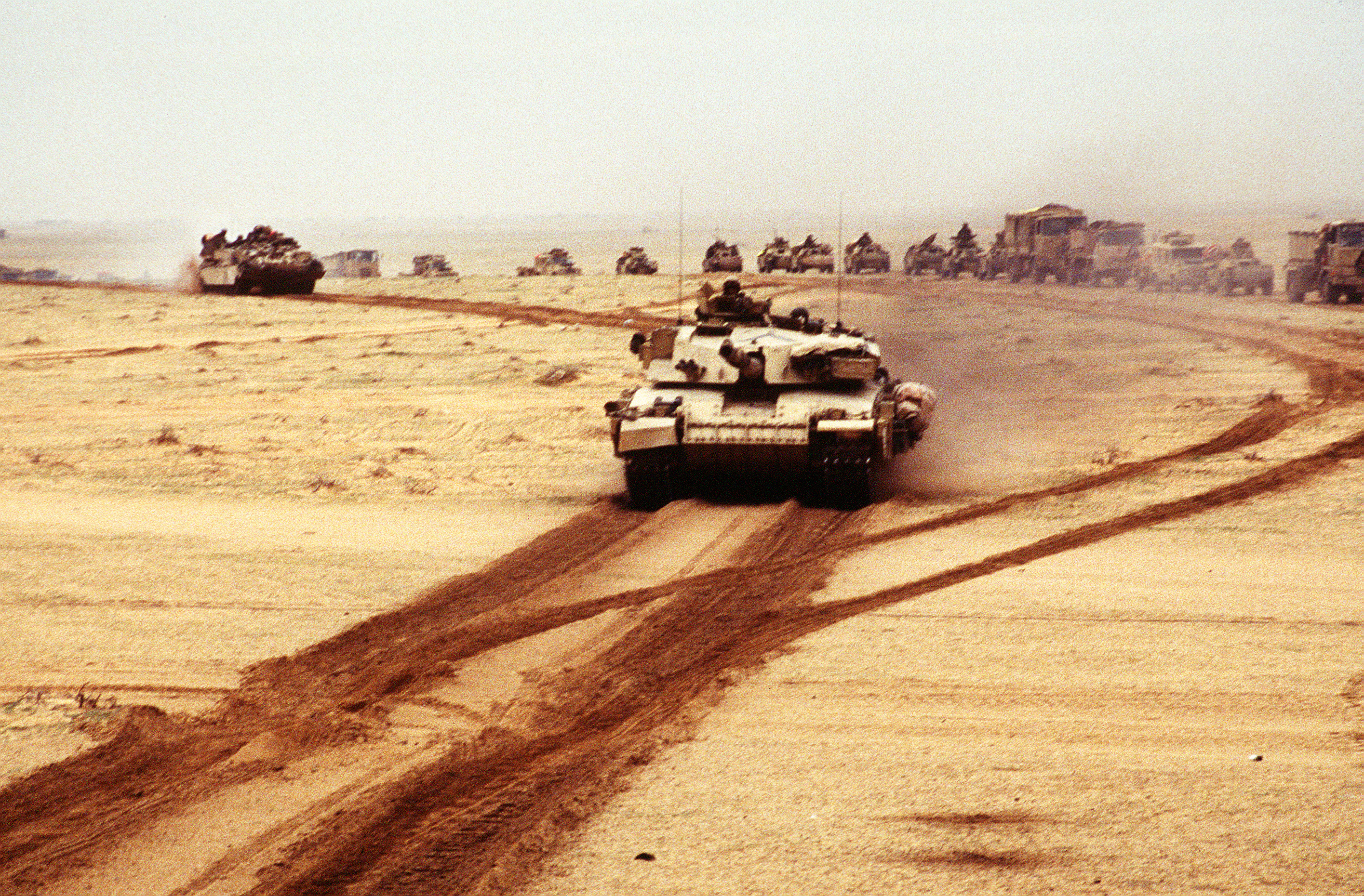
Des chars progressent aux côtés de véhicules blindés et de forces mécanisées pendant la guerre du Golfe

L’emploi de la Blitzkrieg durant l’invasion allemande de la France en 1940 illustra de manière inédite la supériorité de la rapidité et de la mobilité face aux dispositifs statiques de l’artillerie et aux fortifications de tranchées. Combinant chars d’assaut, infanterie motorisée et soutien aérien rapproché, les forces allemandes parvinrent à disloquer les lignes défensives alliées avant d’investir leurs arrières avec une célérité déconcertante. 
L’accentuation de la manœuvre et de la célérité afin d’éviter l’affrontement direct avec l’adversaire demeure une stratégie répandue à l’échelle mondiale, tandis que la dislocation des défenses ennemies par la neutralisation d’objectifs en profondeur constitue, sous une forme distincte, l’un des fondements majeurs de la guerre de quatrième génération.
Les apports de la troisième génération s’articulèrent autour du postulat de pallier l’infériorité technologique par le truchement d’une stratégie ingénieuse. Tandis que s’éclipsaient les confrontations linéaires, émergeaient des modalités inédites de déplacement, caractérisées par une célérité accrue.
L’accentuation de la mobilité tactique a progressivement supplanté la prépondérance du blindage massif au profit d’une célérité accrue. L’essor de l’hélicoptère a permis des insertions audacieuses en contrée hostile, tandis que les progrès de la missilistique ont offert aux forces armées la faculté de contourner les lignes défensives adverses pour frapper des objectifs à distance considérable. La vélocité intrinsèque de ces modes d’engagement exigea dès lors que les unités en première ligne bénéficiaient d’une autonomie élargie.
Il eût été nécessaire que les officiers supérieurs octroyassent une confiance accrue aux officiers subalternes placés à la tête des sous-unités, en les persuadant de leur capacité à atteindre leurs objectifs de manière efficiente, sans qu’il fût besoin de la tutelle minutieuse des états-majors.
Les subdivisions tactiques jouissaient d’une latitude décisionnelle accrue, leur octroyant la faculté de s’adapter aux conjonctures mouvantes du champ de bataille, sans que ne leur fût imposée l’arbitrage de commandements supérieurs, éloignés des réalités opérationnelles. Cette évolution entama progressivement les fondements de la culture rigide de l’obédience hiérarchique, pourtant constitutive des paradigmes antérieurs en matière de théorie militaire du commandement et du contrôle.

### Exemples
- Seconde Guerre mondiale
- Guerre de Corée
- Guerre du Vietnam
- Guerre du Golfe Persique
- Guerre en Afghanistan
- Guerre en Irak

## Quatrième génération

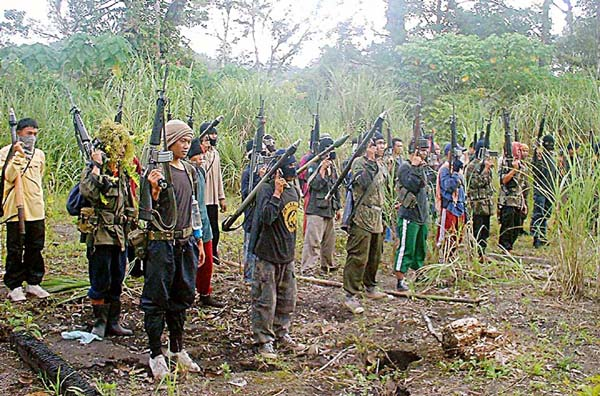
Guérillas aux Philippines en 1999

L’expression « guerre de quatrième génération » fut initialement employée en 1989 par un cénacle d’analystes américains, au nombre desquels figurait William S. Lind, afin de caractériser la résurgence d’un mode de conflit décentralisé. Dans le cadre de la typologie générationnelle des guerres modernes, cette quatrième génération marque le déclin du quasi-monopole détenu par les États-nations sur l’exercice de la violence organisée, renouant ainsi avec des formes de combat plus diffusées, analogues à celles qui prévalaient aux époques antérieures à l’avènement de la modernité. 
La définition la plus élémentaire englobe tout conflit armé où l’un des principaux belligérants ne relève point d’une entité étatique, mais se constitue en un acteur violent non souverain. Des exemples archétypaux, tels que la révolte servile menée par Spartacus ou la sédition des mercenaires survenue à Carthage au lendemain de la première guerre punique, précèdent l’avènement du concept moderne de guerre tout en illustrant avec pertinence cette typologie de luttes.
La guerre de quatrième génération est définie comme des conflits qui impliquent les éléments suivants :
- Sont complexes et à long terme
- Terrorisme (tactique)
- Une base non nationale ou transnationale – hautement décentralisée
- Une attaque directe contre les idéaux fondamentaux de l'ennemi
- Guerre psychologique hautement sophistiquée, notamment par le biais de la manipulation des médias et de la guerre juridique
- Toutes les pressions disponibles sont utilisées – politiques, économiques, sociales et militaires
- Se produit dans un conflit de faible intensité, impliquant des acteurs de tous les réseaux
- Les non-combattants sont confrontés à des dilemmes tactiques
- Manque de hiérarchie
- De petite taille, avec un réseau étendu de communication et de soutien financier
- Utilisation de tactiques d'insurrection et de guérilla

La théorie de la guerre de quatrième génération a suscité des réprobations, certains détracteurs arguant qu’elle ne constituerait qu’une reformulation, voire un habillage nouveau, de l’antique antagonisme opposant des insurgés non étatiques aux forces régulières d’une nation souveraine. 

### Exemples
- conflit colombien
- conflit israélo-palestinien
- conflit au Myanmar
- Les Troubles
- Guerre contre l'État islamique

## Cinquième génération

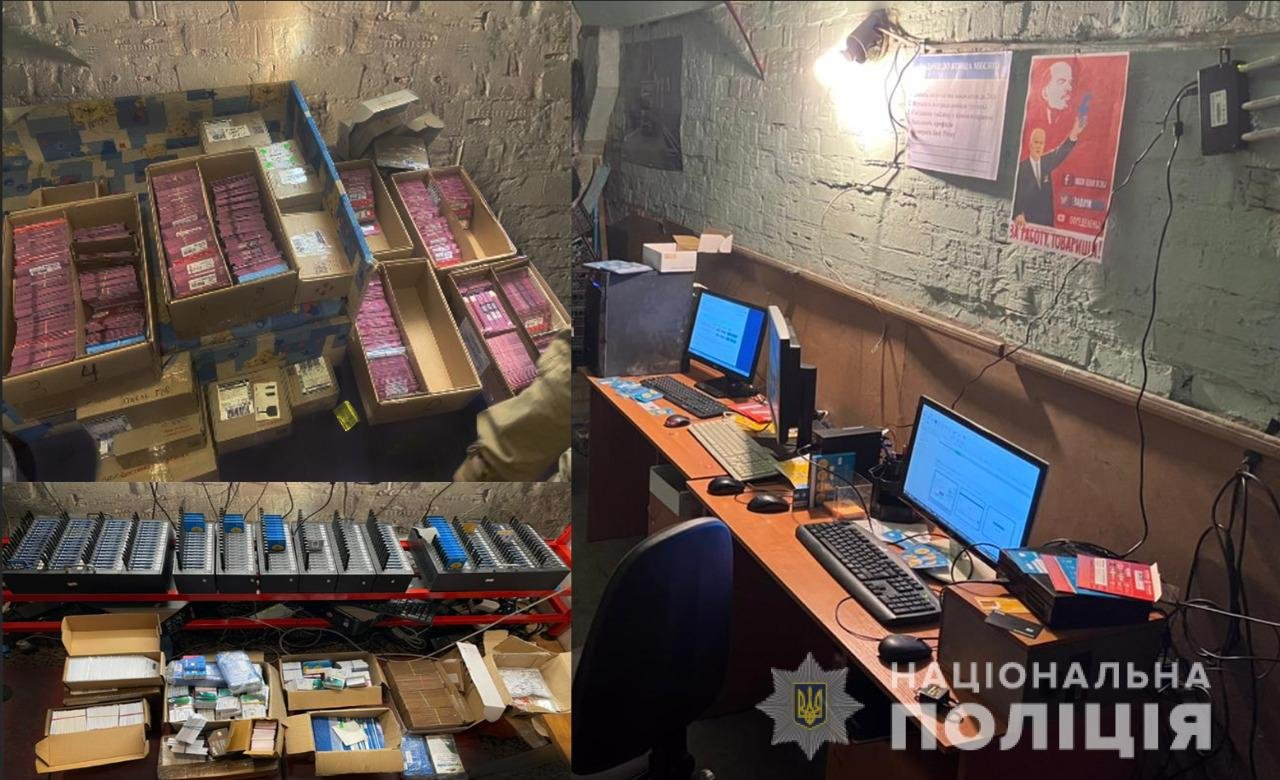
Un bureau appartenant aux brigades Web russes capturé par les forces ukrainiennes lors de l'invasion russe de l'Ukraine en 2022

La guerre de cinquième génération désigne un conflit dont l’essence réside principalement dans l’emploi de moyens militaires non cinétiques, recourant à des procédés tels que l’ingénierie sociale, la désinformation, les assauts cybernétiques, ainsi qu’à des technologies émergentes, au premier rang desquelles figurent l’intelligence artificielle et les systèmes entièrement autonomes. Cette forme de guerre, qualifiée par Daniel Abbot de « guerre de l’information et de la perception ». 
Il n’existe aucune définition consensuelle ni unanimement reconnue de la guerre de cinquième génération, concept dont la validité même a été contestée par plusieurs experts en stratégie militaire. Parmi ses détracteurs figure William S. Lind, pourtant l’un des théoriciens fondateurs de la guerre de quatrième génération, qui en rejette explicitement la pertinence.
Le vocable de « guerre de cinquième génération » fut initialement employé en 2003 par Robert Steele. Dès l’année subséquente, Lind en contesta la pertinence, arguant que la quatrième génération de conflits n’avait pas encore atteint son plein achèvement.
En 2008, le vocable fut employé par Terry Terriff, qui évoqua les missives à la ricine de 2003 comme un exemple plausible, tout en exprimant certaines réserves quant à leur classification formelle comme manifestation d’une guerre de cinquième génération. Il avança que « nous pourrions méconnaître ce phénomène alors même qu’il se déploie sous nos yeux. Ou bien nous pourrions envisager divers avenirs hypothétiques et considérer chacun d’eux comme relevant de cette cinquième génération. » Terriff postula que, si ce mode de conflictualité permet à des « individus surpuissants » d’exprimer des revendications politiques par le truchement du terrorisme, ceux-ci demeurent dépourvus de l’influence politique nécessaire pour que leurs exigences soient véritablement satisfaites.  
L. C. Rees a caractérisé la nature de la guerre de cinquième génération comme une notion ardue à circonscrire en elle-même, évoquant par là la troisième maxime de l’écrivain de science-fiction Arthur C. Clarke : « Toute technologie suffisamment sophistiquée devient indifférenciable de la magie. » 
Alex P. Schmid a énoncé que la guerre de cinquième génération se distingue par son « champ de bataille ubiquiste » et par le recours à des acteurs n’usant pas nécessairement de la force armée traditionnelle, mais plutôt d’un assemblage de moyens cinétiques et non cinétiques. Dans leur opuscule Unrestricted Warfare (1999), les colonels Qiao Liang et Wang Xiangsui, relevant de l’Armée populaire de libération (APL), ont observé qu’au lendemain de la guerre du Golfe (1991), les conflits recourant à la violence militaire conventionnelle ont connu un déclin, corrélé à une recrudescence des violences politiques, économiques et technologiques – lesquelles, selon eux, pourraient s’avérer plus funestes qu’un conflit armé classique. À l’inverse, Thomas P. M. Barnett estime que l’efficacité de cette forme de guerre est surfaite, arguant que le terrorisme pratiqué par des individus isolés, tels Timothy McVeigh ou Ted Kaczynski, ne bénéficie pas de l’appui de mouvements structurés. George Michael a corroboré cette thèse, soulignant qu’aux États-Unis, la violence suscitée par les gangs causa bien plus de trépas que les attaques terroristes perpétrées par des loup solitaires. 